# Fortaleza de Ruji
La fortaleza de Ruji (en georgiano: რუხის ციხე; en megreliano: რუხიშ ჯიხა) es fortaleza en ruinas en el pueblo de Ruji, Georgia. La fortaleza era posesión de los príncipes mingrelianos de la casa de Dadiani. Según algunas suposiciones, forma parte de la muralla del Kelasuri.

## Situación
La fortaleza se sitúa a 7 kilómetros de Zugdidi, a orillas del río Enguri.

## Historia
La fortaleza de Kindgi es un monumento arquitectónico de la época genovesa, que una de las bases italianas clave en el territorio de la moderna Abjasia. Fue construida en un período entre los siglos XIII al XV, como uno de los puestos comerciales de la República de Génova. El puesto comercial al principio comerciaba con bienes ordinarios con la población local, y más tarde se convirtió en el centro del comercio de esclavos. Genoveses, griegos, armenios, abjasios vivían en la fortaleza. La fortaleza estaba subordinada al obispado de Mokvi, cuya creación recibió visto bueno del Papa en 1318.
Generalmente se acepta que fue construido por el príncipe mingreliano León II Dadiani en 1647. Ya en 1661 fue capturada por el rey kartliano Vajtang V durante la guerra con Mingrelia. En 1671 pasó por allí el viajero francés Jean Chardin, que escribió que en Migrelia había 9 o 10 castillos, de los cuales el principal era el de Ruji. Chardin escribió que la fortaleza estaba rodeada por un muro de piedra, pero débil y delgado, de modo que cualquier cañón podría atravesarlo. Al mismo tiempo, había varios cañones en la fortaleza, que no se encontraban en ningún otro lugar de Mingrelia. El italiano Arcangel Lamberti describió a Ruji como una ciudad un poco antes, pero Chardin no menciona la ciudad. 
En 1703, los turcos decidieron que era hora de restablecer el orden en la costa del Mar Negro, ocuparon Batumi y Poti, llegaron a Ruji y destruyeron su fortaleza. Existe la opinión de que dejaron una guarnición allí, y luego los mingrelianos la recuperaron ocasionalmente, y esto duró hasta 1770, cuando el ejército ruso hizo una campaña contra la ciudad de Poti. Parece que los turcos abandonaron Ruji en ese momento. En 1778 (según otras fuentes en 1780), tuvo lugar una batalla cerca de la fortaleza entre el ejército imeretio-mingreliano y el ejército abjasio. En 1795, cerca de la fortaleza tuvo lugar una batalla turco-georgiana con la participación del rey imericio Salomón I.

## Arquitectura
La fortaleza constab de una ciudadela, en la parte norte, y un patio inferior, en cuyos extremos se erige una torre. Uno de ellos, en el noreste, representaba el calabozo del castillo. El patio inferior del castillo ocupa la vertiente sur del cerro. La fortaleza está rodeada por un muro de 10 a 12 m de altura, la parte inferior de la fortaleza de Ruji está sorda a una altura de 8 a 10 m y la parte superior tiene senderos militares. La entrada se dispone en el primer piso de la torre empotrada en la muralla. En la parte suroeste de la valla había otra torre con instalaciones de artillería.